# Prince Charming (Đức mùa 2)
Mùa thứ hai của chương trình truyền hình thực tế Prince Charming được công chiếu vào ngày 12 tháng 10 năm 2020 trên kênh RTL+ và bắt đầu phát sóng vào ngày 26 tháng 10 năm 2020 trên kênh VOX. Prince Charming mùa thứ hai là giám đốc tiếp thị Alexander Schäfer, 29 tuổi đến từ Frankfurt am Main.
Mùa giải kết thúc vào ngày 14 tháng 12 năm 2020 (RTL+) và ngày 21 tháng 12 năm 2020 (VOX), và Lauritz Hofmann là người chiến thắng. Trong buổi hội ngộ, Schäfer và Hofmann nói không bên nhau sau khi quay xong tập cuối.

## Quay phim
Giống như mùa trước, mùa thứ hai của Prince Charming cũng được quay tại Crete, Hy Lạp vào tháng 8 năm 2020.

## Các thí sinh

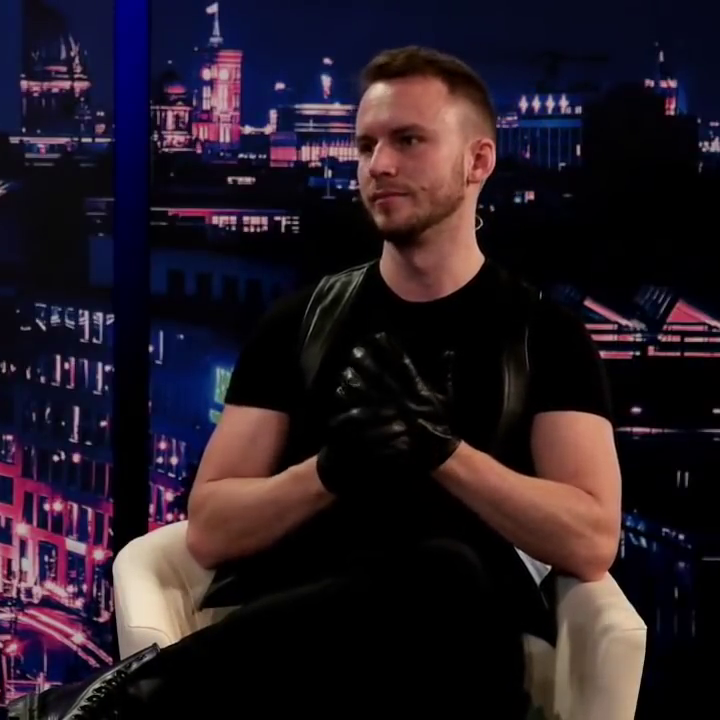
Quán quân mùa 2: Lauritz Hofmann

Mùa giải này có sự góp mặt của 20 thí sinh.
| Tên                   | Tuổi | Quê quán          | Kết quả   | Hạng          |
| --------------------- | ---- | ----------------- | --------- | ------------- |
| Lauritz Hofmann       | 27   | Frankfurt am Main | Quán quân | 1             |
| Vincent               | 23   | Luân Đôn, Anh     | Á quân    | 2             |
| Gino Bormann          | 32   | Berlin            | Tuần 8    | 3–4           |
| Jakob Koslowsky       | 29   | Dortmund          | Tuần 8    | 3–4           |
| Andrea Lamanna        | 24   | Bayreuth          | Tuần 7    | 5-7           |
| Arne Szalay           | 25   | Heidelberg        | Tuần 7    | 5-7           |
| Michael LaDelle       | 39   | Zürich, Thụy Sĩ   | Tuần 7    | 5-7           |
| Jan Maik Baumann      | 30   | Zürich, Thụy Sĩ   | Tuần 6    | 8–9 (bỏ cuộc) |
| Joachim               | 29   | Schwechat, Áo     | Tuần 6    | 8–9 (bỏ cuộc) |
| Adrian Saraç          | 25   | Berlin            | Tuần 5    | 10–12         |
| David Lovric          | 24   | Köln              | Tuần 5    | 10–12         |
| Roman Elyas           | 32   | Köln              | Tuần 5    | 10–12         |
| Florian Kunze-Forrest | 39   | Berlin            | Tuần 4    | 13–14         |
| Sascha Vaegs          | 30   | Köln              | Tuần 4    | 13–14         |
| Bastian Castillo      | 30   | Berlin            | Tuần 3    | 15–16         |
| Benedetto Paterno     | 27   | Köln              | Tuần 3    | 15–16         |
| Bernhard Kusznierz    | 30   | Düsseldorf        | Tuần 2    | 17–18         |
| Patrick Behm          | 32   | Frankfurt am Main | Tuần 2    | 17–18         |
| Erik                  | 31   | Hamburg           | Tuần 1    | 19–20         |
| Leon                  | 32   | Zürich, Thụy Sĩ   | Tuần 1    | 19–20         |

## Kết quả
| 1     | Lauritz   | QUA  | QUA  | QUA  | QUA  | QUA  | QUA | QUA  | QUA  | THẮNG |  |  |  |  |  |  |
| 2     | Vincent   | QUA  | QUA  | QUA  | QUA  | QUA  | QUA | QUA  | QUA  | LOẠI  |  |  |  |  |  |  |
| 3–4   | Gino      | QUA  | QUA  | QUA  | QUA  | QUA  | QUA | QUA  | LOẠI |       |  |  |  |  |  |  |
| 3–4   | Jakob     | QUA  | QUA  | QUA  | QUA  | QUA  | QUA | QUA  | LOẠI |       |  |  |  |  |  |  |
| 5–7   | Andrea    | QUA  | QUA  | QUA  | QUA  | QUA  | QUA | LOẠI |      |       |  |  |  |  |  |  |
| 5–7   | Arne      | QUA  | QUA  | QUA  | QUA  | QUA  | QUA | LOẠI |      |       |  |  |  |  |  |  |
| 5–7   | Michael   | QUA  | QUA  | QUA  | QUA  | QUA  | QUA | LOẠI |      |       |  |  |  |  |  |  |
| 8–9   | Jan       | QUA  | QUA  | QUA  | QUA  | QUA  | RÚT |      |      |       |  |  |  |  |  |  |
| 8–9   | Joachim   | QUA  | QUA  | QUA  | QUA  | QUA  | RÚT |      |      |       |  |  |  |  |  |  |
| 10–12 | Adrian    | QUA  | QUA  | QUA  | QUA  | LOẠI |     |      |      |       |  |  |  |  |  |  |
| 10–12 | David     | QUA  | QUA  | QUA  | QUA  | LOẠI |     |      |      |       |  |  |  |  |  |  |
| 10–12 | Roman     | QUA  | QUA  | QUA  | QUA  | LOẠI |     |      |      |       |  |  |  |  |  |  |
| 13–14 | Florian   | QUA  | QUA  | QUA  | LOẠI |      |     |      |      |       |  |  |  |  |  |  |
| 13–14 | Sascha    | QUA  | QUA  | QUA  | LOẠI |      |     |      |      |       |  |  |  |  |  |  |
| 15–16 | Bastian   | QUA  | QUA  | LOẠI |      |      |     |      |      |       |  |  |  |  |  |  |
| 15–16 | Benedetto | QUA  | QUA  | LOẠI |      |      |     |      |      |       |  |  |  |  |  |  |
| 17–18 | Bernhard  | QUA  | LOẠI |      |      |      |     |      |      |       |  |  |  |  |  |  |
| 17–18 | Patrick   | QUA  | LOẠI |      |      |      |     |      |      |       |  |  |  |  |  |  |
| 19–20 | Erik      | LOẠI |      |      |      |      |     |      |      |       |  |  |  |  |  |  |
| 19–20 | Leon      | LOẠI |      |      |      |      |     |      |      |       |  |  |  |  |  |  |

     Thí sinh bị loại
     Thí sinh bỏ cuộc
     Thí sinh về nhì
     Thí sinh chiến thắng